# Wagon porte-automobiles
 (juillet 2012).
Si vous disposez d'ouvrages ou d'articles de référence ou si vous connaissez des sites web de qualité traitant du thème abordé ici, merci de compléter l'article en donnant les références utiles à sa vérifiabilité et en les liant à la section « Notes et références ».

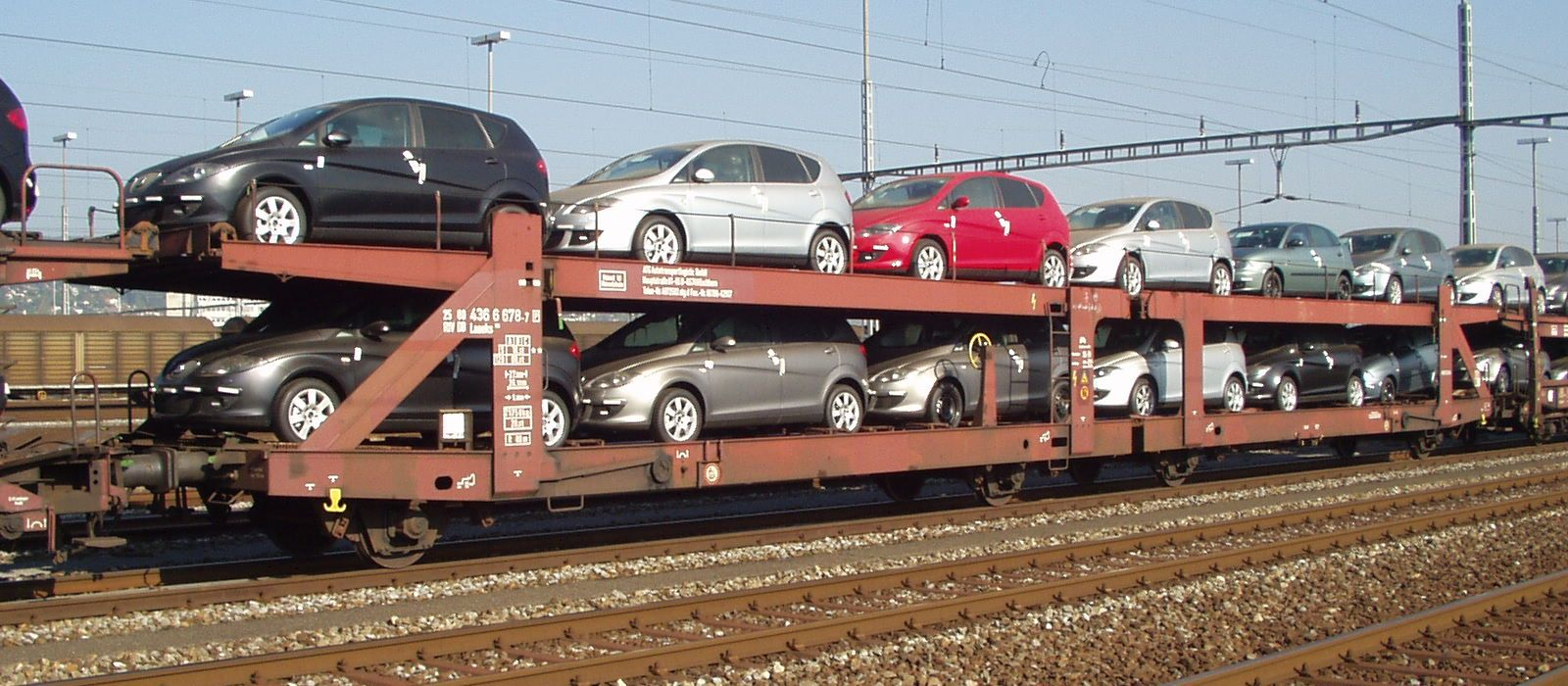
Wagon porte-automobiles double à 4 essieux en Allemagne.

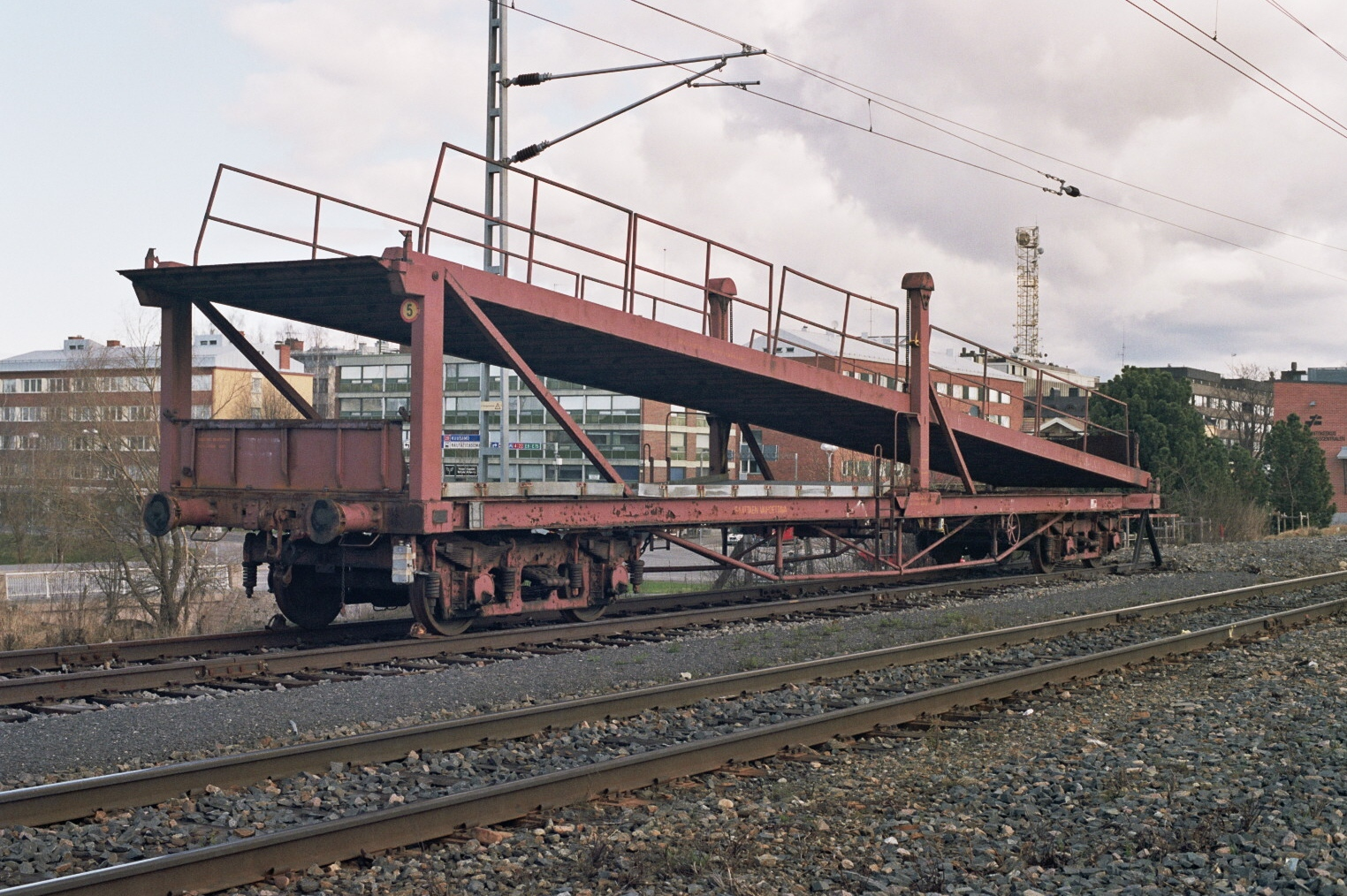
Un ancien wagon à bogies en position de chargement (Finlande).

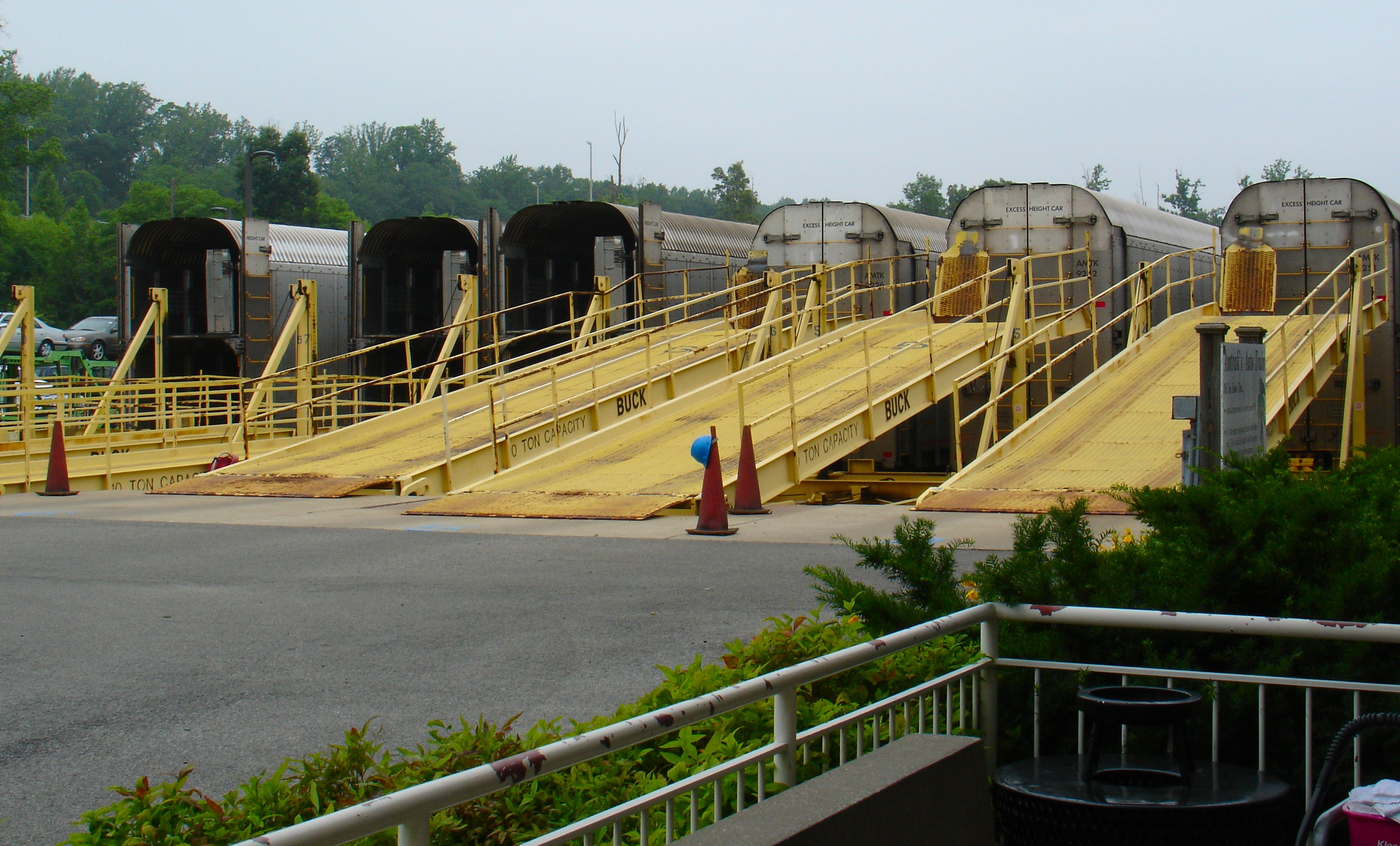
Chargement de wagons porte-autos couverts à 2 niveaux (USA).

Un wagon porte-automobiles est un type de wagon ferroviaire plat spécial (type UIC-L) servant au transport d'automobiles. Il s'agit généralement de wagons ouverts ou grillagés pouvant accueillir les voitures sur deux niveaux ; des wagons à trois niveaux ont existé aux États Unis où le gabarit ferroviaire le permet.
On distingue les fourgons porte-automobiles, de même apparence mais conçus pour rouler aux vitesses élevées des trains de voyageurs.

## Historique
La façon dont les automobiles finies étaient conditionnées pour le transport a évolué au fil des ans. Au début du XXe siècle aux États Unis, le marché automobile était encore émergeant. Le niveau de production était assez faible et les voitures étaient expédiées dans des wagons couverts.
Dans les années 1910, lorsque les carrosseries et les châssis étaient simples, les voitures étaient souvent expédiées démontées. Ford a été pionnière de la méthode. Les voitures étaient assemblées et entièrement testées; elles étaient ensuite conduites vers la zone de chargement/expédition, où les carrosseries les roues et les autres composants principaux étaient enlevés du châssis ; les carrosseries étaient ensuite chargées à une extrémité d'un wagon couvert, debout et couvertes pour les protéger. Les châssis étaient ensuite transportés à la main dans l'autre moitié du wagon couvert et empilés à angles, avec des blocs les fixant aux côtés de la voiture. Les ailes, les roues et autres pièces étaient ensuite rangées au milieu du wagon. Les automobiles étaient réassemblées dans les succursales à travers le pays. Fin des années 1910, à l'usine Ford de Highland Park, environ 200 wagons couverts étaient chargés par jour et expédiés de cette façon. 
À la fin des années 1920 et au début des années 1930, alors que la conception automobile évoluait vers des carrosseries fermées, la carrosserie ne pouvait plus être facilement retirée ; les automobiles ont été expédiés entièrement assemblées ; cela signifiait que les wagons couverts pour automobiles ne pouvaient désormais contenir que deux véhicules finis, contre trois ou quatre automobiles démontées. Dans le même temps, les camions semi-remorques, ainsi que la multiplication des usines d'assemblage a réduit la part des chemins de fer dans le trafic automobile fini. Les chemins de fer transportaient 55 % des automobiles en 1930, contre 70 % au début des années 1920. L'innovation qui a ralenti le mouvement vers les camions a été l'Evans Auto Loader, développé en 1932 par Evans Product ; le système permettait d'emporter quatre automobiles, superposées par deux dans un seul wagon fermé. Le transport en wagons fermés équipés de racks à la manière de l'Auto Loader, restera la méthode standard de transport de voitures jusque dans les années 1950. En 1950, 20% du trafic de voiture se faisait en wagons fermés équipés de racks, ramenés à 8% en 1958. Le transport ferroviaire était devenu largement minoritaire lorsque les wagons ouverts à rack multi-niveaux ont inversé cette tendance.
Cependant avec l'augmentation de la production, il fallut modifier les wagons pour faciliter le chargement. Ainsi apparurent des wagons plus longs, équipés de larges portes aux extrémités de la caisse.
Ces adaptations s'avérèrent insuffisantes pour faire face à la demande croissantes d'automobiles. En 1923, le Grand Trunk Western Railroad a innové en modifiant un groupe de wagons plats de 61 pieds (18:59 m) à ossature bois en leur ajoutant une plateforme rabattables pour constituer un deuxième niveau et ainsi accroître leur capacité. Faute d'une mise au point suffisante, le concept est tombé dans l'oubli. 
À cette époque, aux États-Unis, la plupart des cirques voyageaient encore par chemin de fer. Ils utilisaient beaucoup de véhicules routiers, qui étaient transportés sur des wagons plats, généralement à l'arrière de leurs voitures particulières ou dans des sections séparées de leurs trains ; essentiellement, un train pouvait transporter les artistes et les employés alors qu'un deuxième train transportait les véhicules et de fret. Le principe de chargement des véhicules consistait à utiliser une chaîne de wagons plats. Une rampe provisoire a été placée à l'arrière des wagons plats et des pontons provisoires fractionnés relient les wagons deux à deux ; les véhicules routiers remontent le convoi sur sa longueur jusqu'à leur place de transport. On parle de chargement « style cirque ».
Dans les années 1960, la plupart des chemins de fer ont commencé à charger leurs wagons plats de cette manière. Mais, même en allant jusqu'à six automobiles par wagon, beaucoup de place restait perdue au-dessus des voitures. La solution naturelle est de prendre les bâtis temporaires qui ont été utilisés pour empiler et charger les véhicules dans les box cars et de les installer de façon permanente sur des wagons plats. Grâce à ces plateformes, les automobiles peuvent être chargées sur deux niveaux. Des pontons rabattables sont ajoutés aux extrémités des wagons pour permettre aux véhicules de remonter le train sur toute sa longueur. Avec ces wagons il n'y a plus besoin de dispositif pour charger et décharger les voitures en hauteur. Il suffit juste d'une rampe à la bonne hauteur.
Dans les années 1950, en Allemagne, la production de la Volkswagen Coccinelle a augmenté au-delà de la capacité des camions routiers. Les ingénieurs de Volkswagen ont travaillé avec les chemins de fer allemands pour concevoir un wagon qui reprendrait le principe d'une remorque porte-automobiles routière, mais de plus grande longueur. Ce wagon plat à deux niveaux pouvait transporter 10 voitures. C'est le premier wagon porte-automobile moderne.
À la fin de 1957, le Canadian National Railroad (CN) a présenté une série de wagons à deux niveaux avec des portes en bout. Longs de 75 pieds (22,86 m), ils étaient grands pour l'époque et pouvaient transporter 8 véhicules. Ces wagons ont connu un grand succès et ont ouvert la voie aux porte-automobiles fermés actuels.
Les wagons modernes se sont encore allongés pour augmenter leur capacité de chargement. En Europe, les fourgons porte-automobiles sont aujourd'hui aussi longs que les voitures de chemin de fer qu'ils accompagnent (26.40 m). Les wagons sont souvent doubles ou articulés, à essieux, ce qui leur permet de s'inscrire plus facilement dans des courbes serrées malgré leur grand gabarit.

## Galerie de photographies

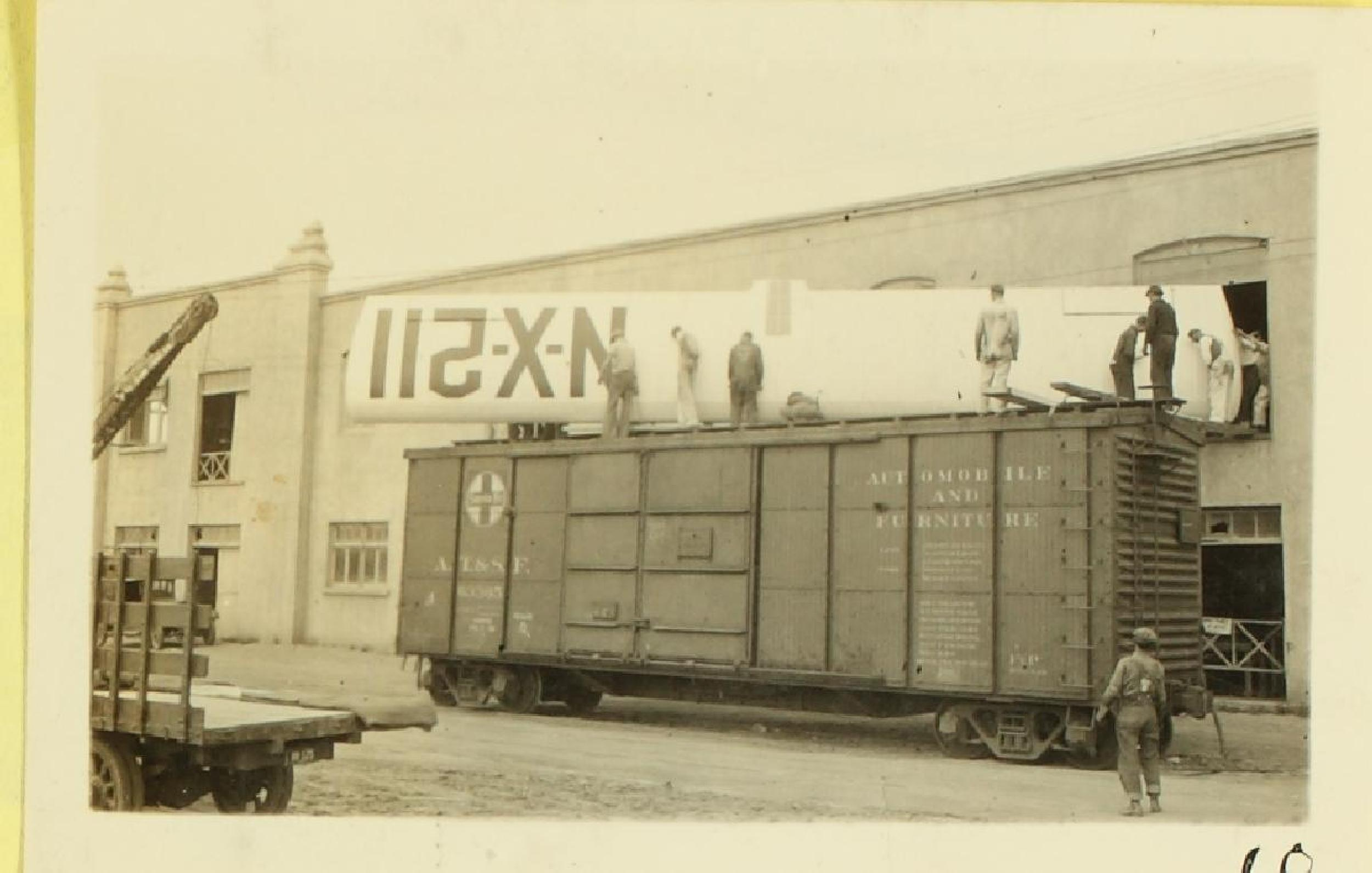
Boxcar Santa Fe pour le transport d'automobiles, chargée ici d'une aile de l'avion Spirit of St. Louis.
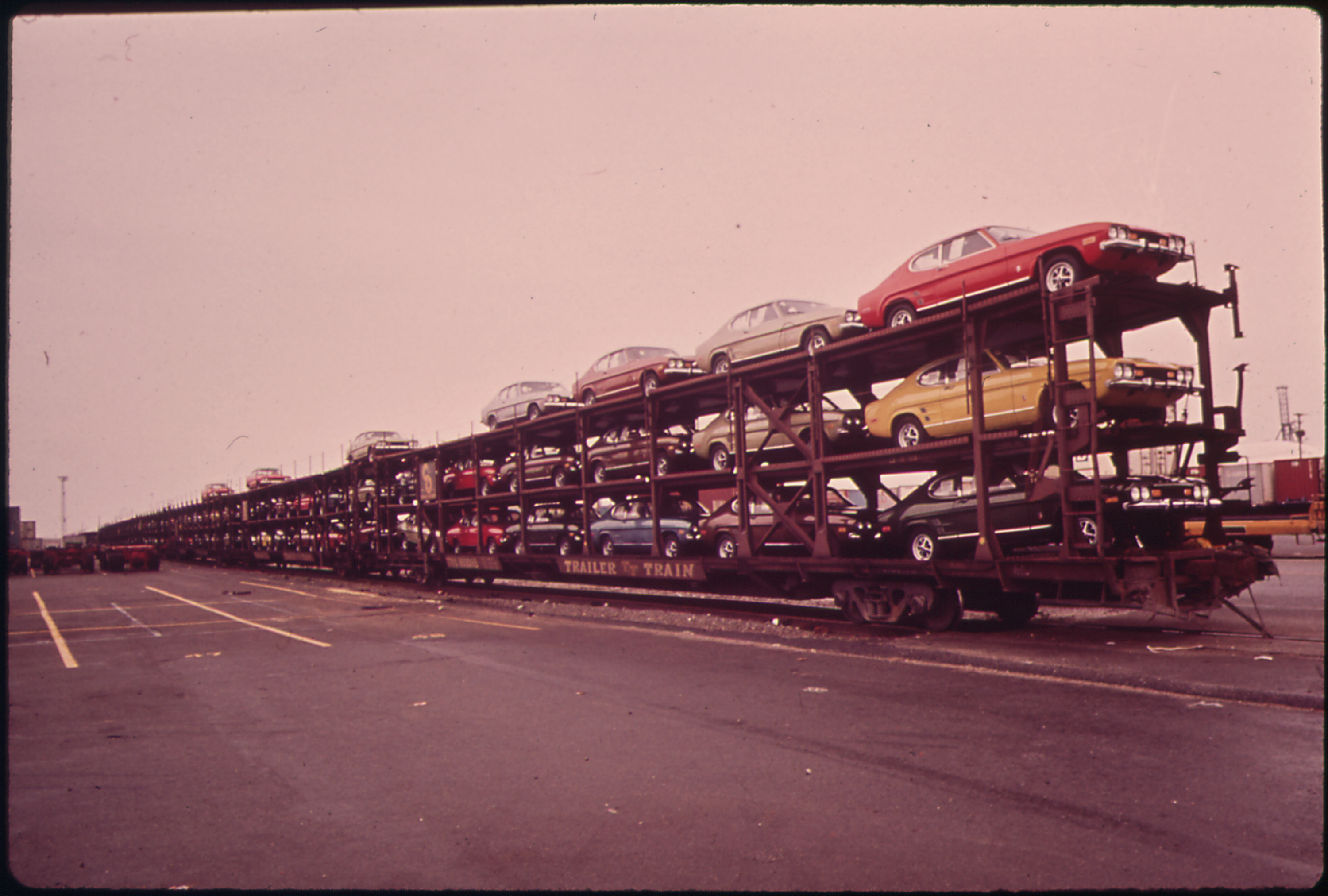
Wagon porte-automobiles américain à 3 niveaux.
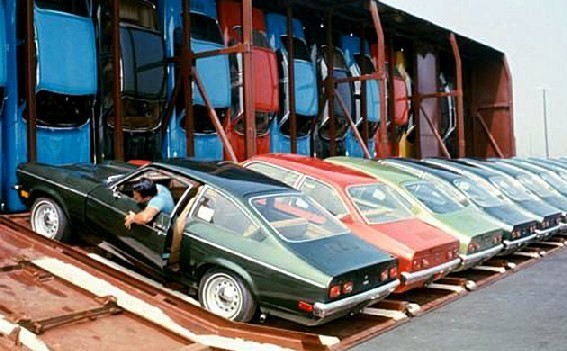
Chargement vertical « Vert-a-pac » de Chevrolet Vegas (USA).
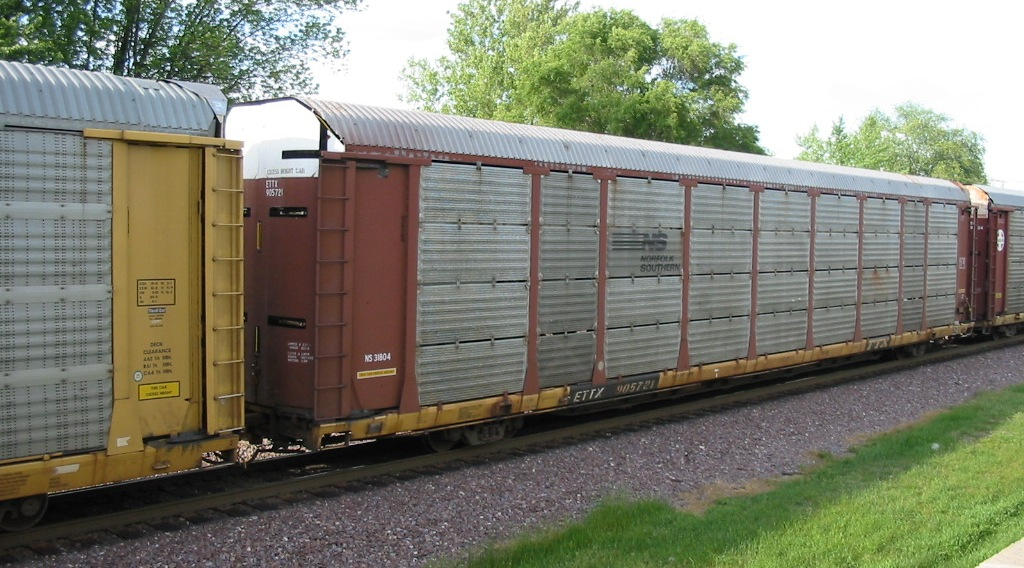
Wagon porte-automobiles américain.
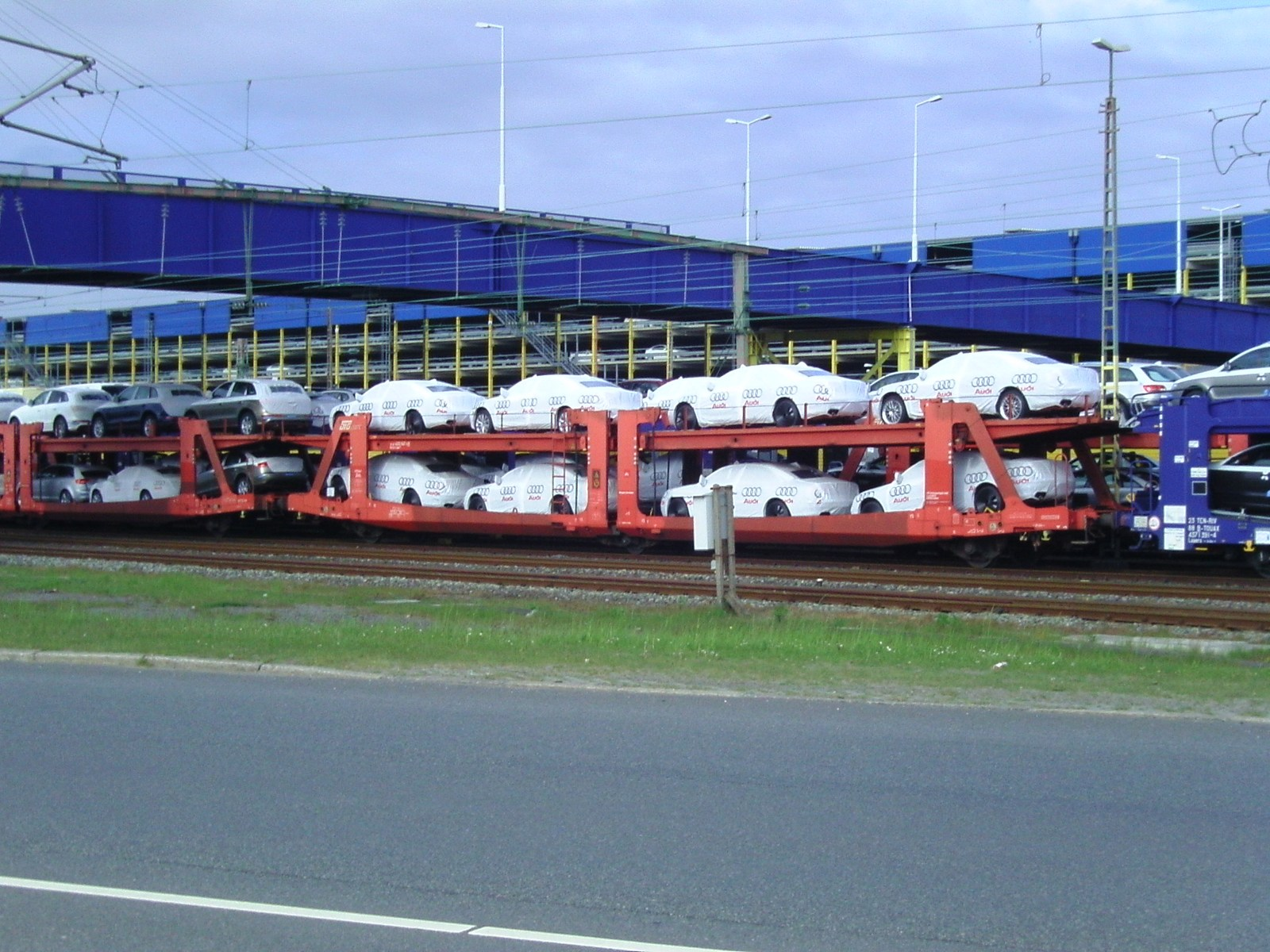
Transport de voitures neuves sur un wagon articulé à trois essieux.